# مومو (بازیکن فوتبال اسپانیایی)
مومو (انگلیسی: Momo؛ زادهٔ ۱۵ ژوئیهٔ ۱۹۸۲) بازیکن فوتبال اهل اسپانیا است.
از باشگاه‌هایی که در آن بازی کرده‌است می‌توان به باشگاه فوتبال راسینگ سانتاندر، باشگاه فوتبال رئال بتیس، باشگاه فوتبال آلباسته بالومپیه، باشگاه فوتبال لاس پالماس، باشگاه فوتبال دپورتیوو لاکرونیا، و باشگاه فوتبال خرز اشاره کرد.